# Moa (Níger)
Moa es una comuna rural de Níger perteneciente al departamento de Damagaram Takaya en la región de Zinder. En 2012 tenía una población de 26 632 habitantes, de los cuales 13 478 eran hombres y 13 154 eran mujeres.
Es una comuna de mayoría étnica kanuri, aunque viven también aquí minorías de fulanis, tuaregs y hausas. La economía de la zona es agropastoral. La localidad original, desarrollada por los colonos franceses como un cantón a principios del siglo XX, fue afectada por una grave inundación en 2010, que dejó trescientas víctimas en la comuna y obligó a reconstruir el asentamiento en los años posteriores.
La localidad se ubica unos 25 km al este de Damagaram Takaya, sobre la carretera que lleva a Gouré.